# Tetratheca
Genre
Classification APG III (2009)
Tetratheca est un genre botanique d'environ 50 à 60 espèces d'arbustes endémiques d'Australie. Il est classé dans la famille des Tremandraceae selon la classification classique, ou dans la famille des Elaeocarpaceae selon la classification APG III.
On le trouve dans toute l'Australie extra-tropicale, dans tous les États du continent à l'exception du Territoire du Nord. 

## Liste des espèces et sous-espèces
- Tetratheca affinis Endl.
- Tetratheca aphylla F.Muell.
- Tetratheca bauerifolia F.Muell. ex Schuch. -
- Tetratheca ciliata Lindl.
- Tetratheca confertifolia Steetz
- Tetratheca decora Joy Thomps.
- Tetratheca deltoidea Joy Thomps.
- Tetratheca efoliata F.Muell.
- Tetratheca elliptica Joy Thomps.
- Tetratheca ericifolia Sm.
- Tetratheca erubescens J.P.Bull
- Tetratheca exasperata R.Butcher
- Tetratheca fasciculata Joy Thomps.
- Tetratheca filiformis Benth.
- Tetratheca glandulosa Sm.
- Tetratheca gunnii Hook.f.
- Tetratheca halmaturina J.M.Black
- Tetratheca harperi F.Muell.
- Tetratheca hirsuta Lindl.
- Tetratheca hispidissima Steetz
- Tetratheca insularis Joy Thomps.
- Tetratheca juncea Sm.
- Tetratheca labillardierei Joy Thomps.
- Tetratheca neglecta Joy Thomps.
- Tetratheca nephelioides R.Butcher
- Tetratheca nuda Lindl.
- Tetratheca parvifolia Joy Thomps.
- Tetratheca paucifolia Joy Thomps.
- Tetratheca paynterae Alford
- Tetratheca phoenix R.Butcher
- Tetratheca pilata R.Butcher
- Tetratheca pilifera Lindl.
- Tetratheca pilosa Labill.
- Tetratheca procumbens Hook.f.
- Tetratheca pubescens Turcz.
- Tetratheca remota Joy Thomps.
- Tetratheca retrorsa Joy Thomps.
- Tetratheca rubioides A.Cunn.
- Tetratheca rupicola Joy Thomps.
- Tetratheca setigera Endl.
- Tetratheca shiressii Blakely
- Tetratheca similis Joy Thomps.
- Tetratheca stenocarpa J.H.Willis
- Tetratheca subaphylla Benth.
- Tetratheca thymifolia Sm.
- Tetratheca virgata Steetz

Selon NCBI (17 févr. 2011) :
- Tetratheca aphylla
  - sous-espèce Tetratheca aphylla subsp. aphylla
  - sous-espèce Tetratheca aphylla subsp. megacarpa
- Tetratheca bauerifolia
- Tetratheca ciliata
- Tetratheca confertifolia
- Tetratheca efoliata
- Tetratheca ericifolia
- Tetratheca filiformis
- Tetratheca harperi
- Tetratheca hirsuta
- Tetratheca juncea
- Tetratheca nephelioides
- Tetratheca nuda
- Tetratheca parvifolia
- Tetratheca paynterae
  - sous-espèce Tetratheca paynterae subsp. cremnobata
  - sous-espèce Tetratheca paynterae subsp. paynterae
- Tetratheca pilifera
- Tetratheca pubescens
- Tetratheca retrorsa
- Tetratheca rupicola
- Tetratheca setigera
- Tetratheca shiressii
- Tetratheca stenocarpa
- Tetratheca virgata